# Túnel de Ballabriga
Los seis túneles de Ballabriga se disponen de manera consecutiva en la carretera autonómica aragonesa (España) A-1605 y atraviesan la sierra de Ballabriga y las hoces del río Isábena al llegar a dicha sierra, se encuentran en la comarca de la Ribagorza, que es la más nororiental de Aragón.

## Características
Las longitudes de los 6 túneles son:
- Ballabriga 1: 63 m

- Ballabriga 2: 37 m

- Ballabriga 3: 94 m

- Ballabriga 4: 32 m

- Ballabriga 5: 206 m

- Ballabriga 6: 39 m

La longitud total de los seis túneles de Ballabriga es de 471 metros. Los 6 túneles son carreteros, monotubo y con un carril para cada sentido de la circulación.[cita requerida]